# Kavānak
Kavānak (persiska: كوانك) är en ort i Iran.   Den ligger i provinsen Chahar Mahal och Bakhtiari, i den centrala delen av landet, 400 km söder om huvudstaden Teheran. Kavānak ligger 2 330 meter över havet och antalet invånare är 339.
Terrängen runt Kavānak är varierad. Kavānak ligger nere i en dal. Runt Kavānak är det ganska glesbefolkat, med 27 invånare per kvadratkilometer. Närmaste större samhälle är Bābā Ḩeydar, 6,3 km öster om Kavānak. Trakten runt Kavānak består i huvudsak av gräsmarker.